# 蒂姆·希伊 (政治人物)
蒂莫西·帕特里克·希伊（英語：Timothy Patrick Sheehy；1985年11月18日—），是美國前成員、空中消防員和商人，亦是空中消防公司布里杰航空航天公司的创立者。2024年希伊作为共和党候选人，在蒙大拿州联邦参议员选举中击败了已连任三届的在任参议员乔恩·特斯特。

## 早年生活
希伊出生在位于明尼苏达州明尼阿波利斯-圣保罗地区的拉姆西县，成长在距离出生地约10英里（16）的肖尔维尤湖畔的一座湖边房屋中。他曾就读于圣保罗学院，并于2004年毕业。

## 军旅生涯
高中毕业后，希伊获录取进入美国海军军官学校，并于2008年毕业。他曾服役于海军海豹突击队，之后还加入了陆军游骑兵学校。
希伊曾表示，2012年在阿富汗的一次激烈交火中，他的手臂中了一颗子弹。他怀疑是友军误伤，因此当时没有报告此事，以保护队友。2015年，在卡利斯佩尔的一家医院寻求医治时，希伊称伤口是当天在冰河国家公园因意外走火所致。对此公园护林员对其开具了罚单，就这一举动处以525美元罚款。希伊在接受《华盛顿邮报》采访时表示，他“编造了关于枪支走火的故事，以保护自己和以前的排员，避免因一处旧伤口而面临可能的军事调查，该伤口他声称是在2012年阿富汗受伤时所致。”他还表示，质疑自己是否在阿富汗受伤“相当于对他进行虚假的荣誉盗窃指控。”
希伊于2014年退出现役，并于2019年正式退役。
希伊于2015年获得了铜星勋章和紫心勋章，由国会议员瑞安·津凱颁发。

## 出版书籍
在2023年，希伊出版了回忆录《泥浆投手：空中消防的真实故事》。《蒙大拿日报》指控他在书中存在抄袭行为，并举出了四个例证，其中最简短的例证是一段27个字维基百科内容。该回忆录未经过美国国防部预出版安全审查，违反了相关要求。

## 经商生涯
2014年，希伊创立了布里杰航空航天公司。该公司总部位于蒙大拿州贝尔格莱德，已在全美24个州和加拿大的两个省份提供空中消防服务。公司初创时，希伊是唯一的飞行员，其任务是操作一架飞机来帮助牧场主追踪牲畜。2024年，希伊辞去了布里杰航空航天公司的首席执行官职务，以专注于他的参议院竞选。此时公司正面临严重的财务困境，该司在2023年亏损了7740万美元，且在2024年头四个月已亏损了2010万美元。
2020年，希伊与另一位前海军海豹突击队员格雷格·帕特南共同创办了小贝尔特牛牧场公司。帕特南负责公司日常运营，该牧场占地近20,000英亩，毗邻超过50万英亩的国家森林。该公司管理着自有的供应链，提供可持续饲养的蒙大拿牛肉。

## 联邦参议员

### 2024年选举

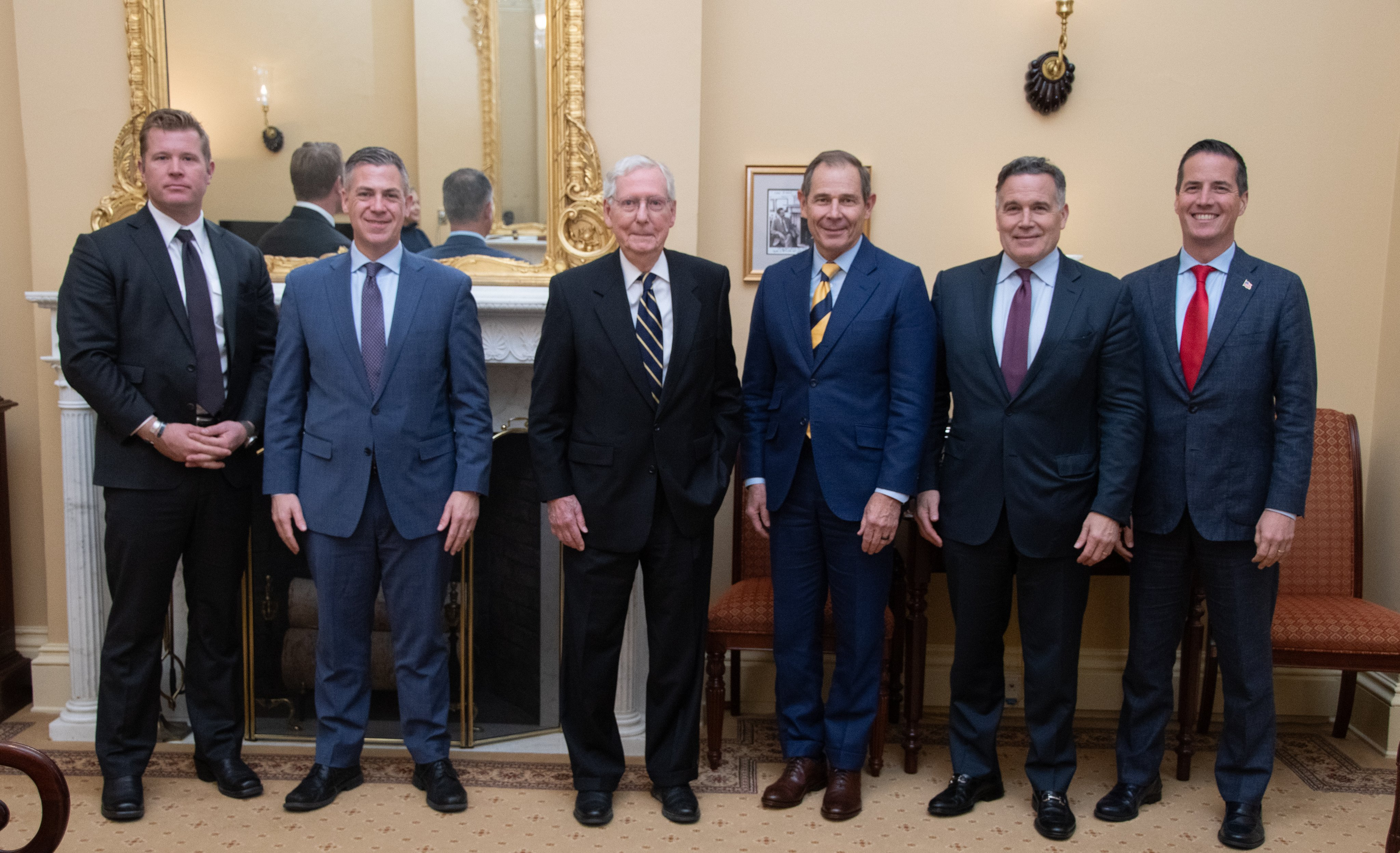
希伊与其他即将上任的共和党参议员在2024年11月会见参议员米奇·麦康奈尔

2023年6月，希伊宣布将作为共和党候选人参选2024年蒙大拿州美国参议院选举，对阵连任三届的民主党现任参议员喬恩·泰斯塔。希伊是此次参议院选举最富有候选人之一。共和党将蒙大拿州选举作为目标，试图在参议院中获得多数席位。

在竞选期间，希伊表示，他的三大优先事项是移民、教育以及美国南部边境危机。他提到年轻女性在堕胎问题上已被“洗脑”。他自称是“坚决的反堕胎支持者”，同时也表示“强烈支持试管婴儿技术”。他批评了2024年蒙大拿州第128号提案，这是一个旨在将直到胎儿可存活阶段堕胎权纳入蒙大拿州宪法的公投提案。
希伊曾表示：“我们有一个教育部，但我认为我们不再需要它。”他提议废除该部门，并表示这样可以节省300亿美元。
希伊曾表示，“公共土地应该掌握在公众手中”，以保护狩猎、钓鱼和休闲活动的权利，并强调需要更多的地方合作和意见反馈，因为“蒙大拿州人最清楚如何管理我们自己的土地，而不是华盛顿的官僚”。他曾是位于博兹曼的物业与环境研究中心董事会成员，该中心是一个支持自由市场环保主义的非营利智库。
2024年8月，《查科斯塔新闻》首次报道了2023年希伊在一次闭门筹款活动上的录音，引发了他被指控种族刻板化蒙大拿州克劳族人的争议。在谈到与克劳部落成员一起套牛和打烙印的经历时，他表示这是“与所有印第安人建立联系的好方式，尤其是在他们早上8点喝醉的时候。”希伊回应称，这些录音被“剪辑过”。部落领导人要求他道歉，但希伊拒绝了。

## 个人生活
希伊曾涉及一起2019年的飞机坠毁事故，当时他是学员飞行员，机上还有一名飞行教官。飞机坠毁后撞上了一座房屋，导致飞行教官丧生，房屋内的一人受伤，希伊则仅受轻伤。在检查飞机并对希伊进行采访后，希伊表示自己当时并未操控飞机。美国国家运输安全委员会最终认定，坠机事故是由于飞行教官的操作失误所致。
希伊与妻子卡门（前海军陆战队军官）以及他们的四个孩子一起生活在博兹曼郊外的一座牧场上，孩子们在家接受教育。

## 外部連結
- Campaign website （页面存档备份，存于）
- C-SPAN內的頁面（英文）